# Байбаков Антон Георгійович
Антон Байбаков (нар. 1983) — сучасний український композитор, звукорежисер. Пише музику для кіно, театру та мультфільмів.

## Життєпис
Народився 1983 року у Києві. 2005 року закінчив факультет кіно і телебачення за спеціальністю «звукорежисура» у Київському університеті Карпенка-Карого. Працює з сучасними українськими та європейськими режисерами: Романом Бондарчуком («Українські шерифи», «Редакція»), Юрієм Речинським, Володимиром Тихим, Мариною Степанською, Марією Кондаковою, Марією Пономарьовою, Анатолієм Лавренишиним, Марисею Никитюк, Дмитром Сухолитким-Собчук, Стефаном Рикорделем, Гебрієелом Тсавкою тощо.

## Музичний доробок
- Українські шерифи (Україна, Литва, Німеччина)
- Ugly (Австрія, Україна, 2016)[2]
- Бранці (документальне кіно, Україна, 2015)[3]
- Мужская работа (короткий метр, Україна, 2015)[4]
- Sirenashow (анімація, короткий метр, Франція, 2015)[5]
- Euromaidan. Rough Cut (документальне кіно, Україна, 2014)[6]
- Крамниця співочих пташок (короткий метр, Україна, 2014)[7]
- Листопад (короткий метр, Україна, 2014)[8]
- Sailor's Song (датською «Sømand», короткий метр, Данія, 2014)[9]
- Зелена кофта (Україна, 2013)[10]
- Sickfuckpeople (або «Больныесукалюди», документальне кіно, Австрія, Україна, 2013)[11]
- Дорога (короткий метр, Україна, 2013)[12]
- Commemoration: Pomyn (короткий метр, Україна, 2013)[13]
- Позитив (документальне кіно, Україна, 2013)[14]
- Sickfuckpeople (документальне кіно, Австрія, Україна, Росія, 2011)[15]

## Громадська позиція
У 2018 підтримав звернення Європейської кіноакадемії на захист ув'язненого у Росії українського режисера Олега Сенцова.